# قشلاق (جلفا)
قشلاق هي قرية في مقاطعة جلفا، إيران. عدد سكان هذه القرية هو 674 في سنة 2006.